# Giovanna Civitillo
Giovanna Civitillo (Vico Equense, 9 settembre 1977) è una showgirl, personaggio televisivo e ballerina italiana.

## Biografia
Di famiglia originaria di Piedimonte Matese in provincia di Caserta, inizia gli studi di danza classica e moderna a San Gennaro Vesuviano (NA). Si diploma nel 1994 con il ruolo di Teresina nel balletto "Napoli" di August Bournonville presso il Teatro Bellini di Napoli. Durante gli studi con il centro partecipa a vari concorsi nazionali e internazionali di danza: come solista vince il terzo premio al concorso di Genzano di Roma ed è finalista a Rieti nella Settimana Internazionale della Danza. 
Nel 1996 inizia a lavorare in televisione, sia sui canali Rai sia Mediaset, come ballerina in diversi programmi, come Fantastica italiana (1997), Carràmba! Che sorpresa (1998), Beato tra le donne (1999), Domenica in (2001). Dal 2002 al 2006 ha affiancato il suo futuro marito Amadeus nel programma L'eredità in onda su Rai 1, sempre nel ruolo di ballerina e valletta. È stata ospite in diverse trasmissioni come I raccomandati condotto da Carlo Conti, e La grande notte del lunedì sera condotto da Simona Ventura.
Nel 2006 ha seguito il compagno Amadeus ed è passata in Mediaset, affiancandolo nel quiz 1 contro 100, trasmesso nella fascia preserale di Canale 5. In questi anni ha proseguito gli studi di danza, aprendo anche diversi corsi per aspiranti ballerini e showgirl. Nel 2012 partecipa a una puntata di Camera Café su Italia 1. Nel 2015-2016 torna in televisione entrando a far parte del Minimondo di Avanti un altro! su Canale 5 nel ruolo di "Giovanna, la moglie di Amadeus".
Dal 2018 è ospite ricorrente del programma Detto fatto, in onda su Rai 2; sempre nello stesso anno, il 17 novembre, partecipa come ospite allo Zecchino d'Oro 2018.
Nel 2020, vista la conduzione del marito, Amadeus, al festival di Sanremo, viene scelta da La vita in diretta come inviata del programma da Sanremo, per la settimana in cui si svolge il festival. Dopo la riconferma del conduttore veronese (ravennate di nascita) alla guida della rassegna per il 2021, la showgirl partenopea viene confermata come conduttrice del Primafestival, affiancata da Giovanni Vernia e Valeria Graci.

## Vita privata
Nel 2003, durante la realizzazione del programma L'eredità, in cui lavorava come ballerina, ha iniziato una relazione sentimentale con l'allora presentatore del programma Amadeus, dal quale ha avuto un figlio, Josè Alberto, nato il 18 gennaio 2009. Ha sposato Amadeus il 12 luglio 2009 con rito civile e l'11 luglio 2019 con rito religioso.

## Televisione
- Unomattina (Rai 1, 1996)
- Macao (Rai 2, 1997)
- Fantastica italiana (Rai 1, 1997)
- Carràmba! Che sorpresa (Rai 1, 1998)
- Innamorati pazzi (Canale 5, 1999)
- La casa dei sogni (Rai 1, 1999)
- Beato tra le donne (Canale 5, 1999-2000)
- Ciao Darwin (Canale 5, 1999)
- BuFFFoni (Canale 5, 2000)
- Per tutta la vita...? (Rai 1, 2000)
- Domenica in (Rai 1, 2000-2001)
- Citofonare Calone (Rai 1, 2001)
- L'eredità (Rai 1, 2002-2006)
- Comedy Club (Italia 1, 2006) Concorrente
- 1 contro 100 (Canale 5, 2007-2008)
- Venice Music Awards (Rai 2, 2010)
- Avanti un altro! (Canale 5, 2015-2016)
- Detto fatto (Rai 2, 2018-2022) Ospite ricorrente
- La vita in diretta (Rai 1, 2019-2020, 2022-2023) Inviata dal Festival di Sanremo e opinionista
- PrimaFestival (Rai 1, 2021) conduttrice
- Affari tuoi - Formato famiglia (Rai 1, 2022) valletta e co-conduttrice
- Nei tuoi panni (Rai 2, 2022) Opinionista
- The beauty of Family - Festival delle Famiglie (Rai 1, 2022) Conduttrice
- È sempre mezzogiorno! (Rai 1, 2022-2025) Ospite fissa
- Felicissima sera (Canale 5, 2023) Ospite fissa

## Radio
- La versione delle due (Rai Radio 2, 2024)

## Filmografia

### Cinema
- Il pranzo della domenica, regia di Carlo Vanzina (2003)

### Televisione
- Camera Café – serie TV, episodio 5x155 (2012)
- L'allieva – serie TV, episodio 2x12 (2018)

## Tour
- Le vie dei colori di Claudio Baglioni - coreografie di Luca Tommasini (1998)
- Capitolo 3° e la storia continua di Enrico Brignano (2001-2002)